# 石炭纪雨林崩溃事件
石炭纪雨林崩溃事件（Carboniferous rainforest collapse）是一次发生在约3.05亿年前的石炭纪时期，莫斯科阶末期和卡西莫夫阶早期之间的小型灭绝事件。此事件虽然规模较小，但仍然造成众多物种的灭绝，并对欧洲和美洲赤道地区广泛存在的煤炭森林产生深远的影响。此事件可能导致森林生态系统瓦解，使得许多植物和动物种类变得矮小，进而引发后续的物种灭绝，包括受雨林崩溃影响最深的蕨类植物、昆虫、两栖动物等。
在雨林崩溃事件后，热带森林重新分佈于地球的大部分区域，但其范围和物种组成发生了变化。更具抗旱能力的种子蕨和其他裸子植物取代了石松等蕨类，成为主要的陆生植物。与此同时，由于雨林和树沼湿地的缩小，大片土地转变成乾燥的沙漠，促使可以离开水体繁衍的羊膜动物扩展其生态位，成为主要的陆生动物。

## 陸地上的滅絕
在石炭紀時期，歐亞大陸上廣袤的煤炭森林為高聳的石松門和多樣的植被提供了繁茂的棲息地，同時也為各種動物提供了家園，包括巨脈蜻蜓、千足蟲、兩棲動物和最早的羊膜動物。

### 植物
植物方面，石炭紀煤炭森林的興起通過分解低能量物質開始轉變地貌，形成像是擁有豐富有機物的河流和多通道沖積島的景象。木本植物的演化使得洪氾平原森林更加密集，同時木質碎片的產生和植物根系組合的複雜性增加，減少了侵蝕和運動。
在石炭紀晚期，蕨類植物的出現頻率逐漸上升，並延續至二疊紀早期。蕨類的主導使生態系統發生了變化，蜿蜒分枝的河流開始出現，大型木質碎片增多，原木堵塞的記錄明顯減少，雨林也逐漸縮小，最終在卡西莫夫階時期從化石記錄中消失。

### 動物
在動物方面，雨林崩潰之前動物種類分佈廣泛，同一種動物遍布熱帶地區。然而在崩潰後，每個倖存的雨林叢都發展出獨特的物種組合。許多兩棲動物滅絕，而爬行動物在事件後演化出更多樣化的物種。雖然大多數生物因資源匱乏而急速消失，但隨著倖存的植物和動物重新適應環境，開始適應新的資源取得方式。石炭紀雨林崩潰後，每個雨林叢進化出獨特的物種，呈現出各自獨有的生態特徵。

## 物種的恢復
雨林的分裂在歐洲地區為物種留下了一些孤立的避難所，然而這些地方也無法維持物種的生存。許多物種在莫斯科期的熱帶濕地就已消亡。石炭森林的消失導致大氣中氧氣濃度減少，進而使得當時的巨大節肢動物縮小。氧氣減少使昆蟲無法維持巨大尺寸，因此在生態棲息地遭受損失的同時，巨型節肢動物在此事件中滅絕。最為明顯的例子包括巨脈蜻蜓和千足蟲（節胸屬）。

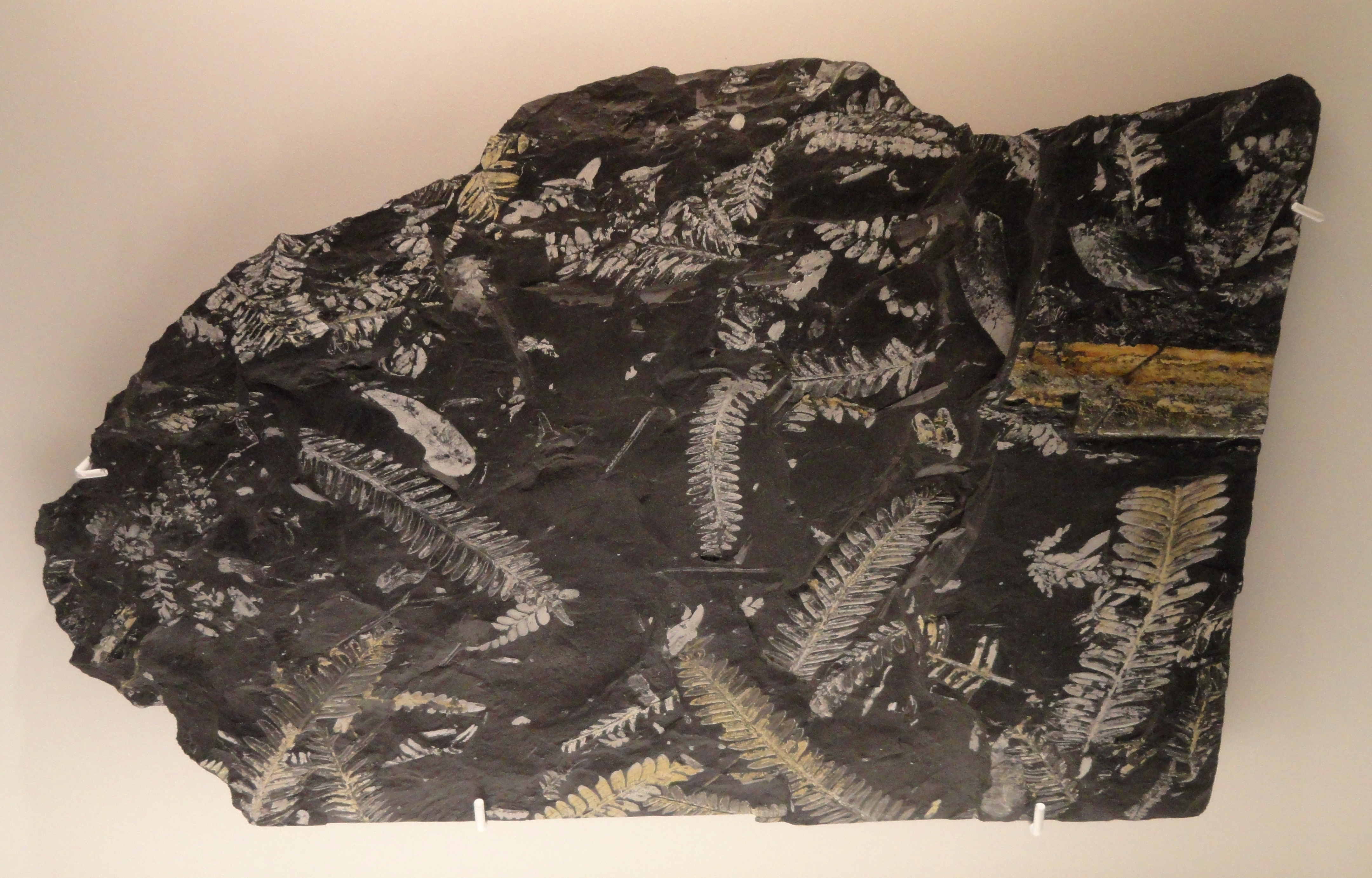
石炭紀雨林崩潰後，煤炭森林仍然存在。這些植物化石來自其中一片森林，距石炭紀熱帶雨林崩潰大約500萬年。然而，森林的構成從以鱗木屬為主的森林變成了以樹蕨和種子蕨為主的森林。

### 脊椎動物
這場突如其來的崩潰對許多主要的脊椎動物產生了深遠的影響。離片椎目兩棲動物受到了嚴重的衝擊，而羊膜動物則更能夠適應隨後的乾燥氣候。兩棲動物必須返回水中進行繁殖，而羊膜動物卻恰恰相反。它們的蛋內羊膜具有透氣和保持濕潤的特性，使其能夠在陸地上產卵並更好地適應新的環境。羊膜動物以比兩棲動物更快的速度適應新的環境以及食物來源，如食草和食肉，這是在雨林崩潰之前主要以食蟲和食肉為主的羊膜動物所不具備的。
這次滅絕對兩棲動物的演化產生了長期的影響。在長時間的寒冷天氣下，兩棲動物能夠通過降低代謝率和冬眠（即在大部分時間內保持不活動的狀態）來生存。然而，這只是一種短期的應對策略，並不適用於應對長期的不利環境，尤其是適應乾燥氣候的情況。由於兩棲動物的適應能力受到限制，難以適應或主導二疊紀的乾燥環境，因此許多兩棲物種未能及時佔據新的生態位而滅絕。

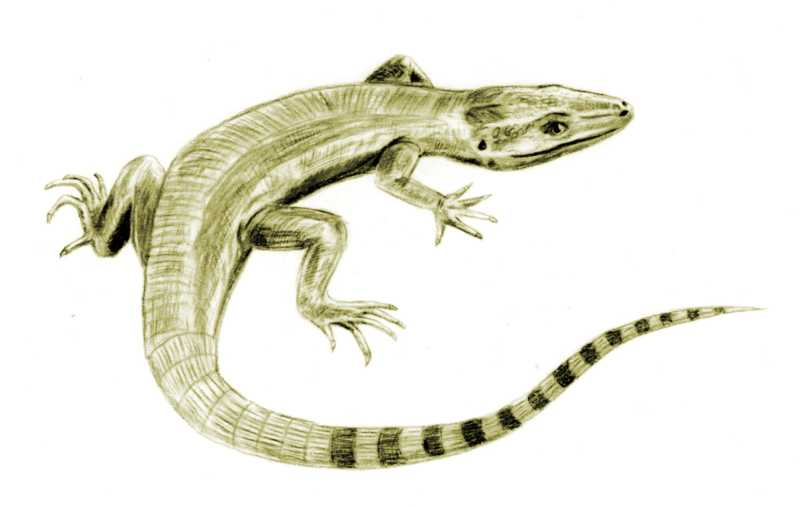
這是早期的羊膜動物樣貌。羊膜動物如始祖單弓獸屬是在崩潰以後迅速恢復的物種。

## 可能成因

### 氣候說
有關石炭紀雨林崩潰的原因和特性存在著多種假設，其中一些與氣候變化有關。在巴什基爾階後期的晚古生代大冰期之後，氣候開始在潮濕和乾旱間頻繁變化，到了賓夕法尼亞紀中期（莫斯科階），乾旱週期正式開始。
在石炭紀雨林崩潰時，氣候變得更冷且更乾燥，岩石記錄也顯示地球進入短暫而激烈的冰河時代。此時的地球海平面下降了100米，冰川覆蓋了岡瓦那大陸南部的大部分地區。這種更涼爽、更乾燥的氣候條件對熱帶雨林及其中大部分生物的生長不利。雨林收縮成孤立的島嶼，被限制在潮濕的山谷而進一步分散，原始的石松雨林生態系在這次初期的氣候危機中幾乎無一倖存。到了賓夕法尼亞紀晚期和二疊紀早期，大氣中二氧化碳的濃度降到歷史低點。
隨著後來的氣候變化再次導致乾燥，熱帶雨林最終被季節性乾燥的生態系所替代。儘管崩潰的確切速度和性質尚不清楚，但通常認為在地質學方面發生的速度相對迅速，最多僅有幾千年。

### 火山說
研究者在使用新的參考框架來復原斯卡格拉克中心大火成岩區（SCLIP）的中心區域後，便提出火山說。研究顯示斯卡格拉克海峽熱柱從核幔邊界升至約3億年前的所在位置。此次主要的噴發事件發生在極短的時間範圍內（約為297±4百萬年前），並與石炭紀雨林崩潰的發生時間相符。

## 延伸閱讀
- Polly, David.  (PDF). Department of Geological Sciences, Indiana University. 2011  [March 2013]. （原始内容存档 (PDF)于2013-03-20）.
- Rincon, Paul. . BBC News. November 2010  [March 2013]. （原始内容存档于2016-10-17）.
- Mirsky, Steve. . Scientific American Podcast. November 2010  [March 2013]. （原始内容存档于2013-02-17）.
- Falcon-Lang, Howard. . Planet Earth Online. December 2010  [March 2013]. （原始内容存档于2012-07-03）.
- . Palaeobiology and Biodiversity Research Group, Department of Earth Sciences, University of Bristol. April 2011  [March 2013]. （原始内容存档于2017-03-25）.
- Pritchard, Hamish. . BBC News. August 2011  [March 2013]. （原始内容存档于2019-10-19）.